# 卡爾弗 (堪薩斯州)
卡爾弗（英語：Culver）是一個位於美國堪薩斯州渥太華縣的城市。

## 地方資料
根據2020年美國人口普查的數據，卡爾弗的面積為0.35平方千米，當中陸地面積為0.35平方千米，而水域面積為0.00平方千米。當地共有人口114人，而人口密度為每平方千米325.71人。